# 藤原兼経
藤原 兼経 （ふじわら の かねつね）は、平安時代中期の公卿。藤原北家、大納言・藤原道綱の三男。官位は正三位・参議。

## 経歴
母の姉妹である源倫子が叔父の藤原道長の正室であった関係で、道長の養子として世に出る。寛弘8年（1011年）に元服するが、左大臣であった道長の子として従五位上に直叙し侍従に任ぜられ、同年中に正五位下・右兵衛佐に叙任される。
以後、寛弘9年（1012年）左近衛権少将、長和3年（1014年）従四位上、長和4年（1015年）正四位下、長和6年（1017年）右近衛中将と道長の威光を背景に昇進を重ね、寛仁2年（1018年）に19歳にして従三位に叙せられて公卿に列する。公卿到達年齢としては、道長の庶子である頼宗（19歳）・能信（20歳）・長家（18歳）に匹敵する昇進スピードであった。
治安3年（1023年）には参議に任ぜられるが、その後病のため昇進が停滞。長暦元年（1037年）に至ってようやく正三位に叙せられる。長久4年（1043年）4月25日に病気により出家し、5月2日薨去。享年44。

## 逸話
万寿元年（1024年）の豊明節会において、五節舞の舞姫を貢進するも、中納言・藤原朝経の従者が頭中将・藤原公成の名を騙って舞姫の控室に侵入し、「懐に抱く」との暴挙に出る。ここで兼経は自身でこの侵入者を捕らえ、検非違使に引き渡した。しかし、今度は兼経が舞姫のいる控室に籠もって出てこなくなる。さらに翌日になって、自分が監督すべき重要な朝廷の神事が開催される予定であったにもかかわらず、胸の病を口実に控室から出ようとしなかったという。

## 官歴
注記のないものは『公卿補任』による。
- 寛弘8年（1011年） 8月23日：従五位上（元服）。10月5日：侍従。10月16日：正五位下（前坊当年給）。12月18日：右兵衛佐
- 寛弘9年（1012年） 正月27日：左近衛権少将
- 長和2年（1013年） 正月24日：兼播磨介
- 長和3年（1014年） 正月6日：従四位下（少将労）。正月24日：従四位上（中宮大夫賞。藤原道綱譲）
- 長和4年（1015年） 9月20日：正四位下（東宮自去年御上東門院。今日還御大内。有此賞）
- 長和6年（1017年） 3月：右近衛中将
- 寛仁2年（1018年） 10月22日[3]：従三位（上東門院行幸賞。源倫子譲）
- 治安3年（1023年） 12月15日：参議（右中将如元）
- 治安4年（1024年） 正月26日：兼讃岐権守
- 長元2年（1029年） 正月24日：兼讃岐権守
- 長元7年（1034年） 正月29日：備前権守
- 長暦元年（1037年） 8月11日：正三位（行幸賀茂行事賞）
- 長暦3年（1039年） 播磨権守
- 長暦4年（1040年） 正月24日：美作権守
- 長久4年（1043年） 4月25日：出家

## 系譜
『尊卑分脈』による。
- 父：藤原道綱
- 母：源雅信の娘
- 妻：藤原隆家の娘
  - 男子：藤原基家（?-1093）
  - 男子：藤原敦家（1033-1090）
- 妻：藤原明子（弁乳母） - 藤原順時の娘、禎子内親王乳母
  - 男子：藤原顕綱（1029-1103）
- 妻：藤原統理の娘
  - 男子：藤原時経（?-1076）
- 生母不明
  - 男子：行源

敦家の子孫は中級貴族として続き、院政期には季行、定能父子が公卿に昇るが、室町時代に至り断絶している。